# Plateforme conservatrice hongroise
Le Parti de la communauté hongroise (slovaque : Strana maďarskej komunity ; hongrois : Magyar Közösség Pártja ; officiellement enregistré sous la dénomination bilingue Strana maďarskej komunity – Magyar Közösség Pártja), abrégé en MKP, est un parti politique ethnique de Slovaquie, issu de la minorité hongroise.

## Histoire
Le Parti de la coalition hongroise (Strana maďarskej koalície – Magyar Koalíció Pártja) a été fondé en 1990 par trois partis ou mouvements politiques de la minorité magyare de Slovaquie, le Mouvement chrétien-démocrate magyar (Magyar Kereszténydemokrata Mozgalom), le mouvement politique Coexistence (Együttélés Politikai Mozgalom) et le Parti civique magyar (Magyar Polgári Párt), la fusion complète ayant eu lieu le 22 mai 1998. Il est devenu membre associé du Parti populaire européen (PPE) le 7 juin 2000, à part entière après l'adhésion de la Slovaquie à l'Union européenne en 2004, et membre à part entière de l'Union démocrate européenne (branche européenne de l'Union démocrate internationale, intégrée en 2002 au PPE) en janvier 2001. Le SMK est par ailleurs membre de l'Union fédéraliste des communautés ethniques européennes, où il est le seul représentant de la minorité magyare de Slovaquie.
En 2000, Béla Bugár, alors président du parti, déclarait en 2000 à propos de la participation gouvernementale « C’est une expérience formidable, les Slovaques se rendent compte qu’ils peuvent compter sur nous, que nous nous situons en dehors de leurs querelles et pouvons donc constituer un pôle de stabilité. »
Le parti a pris en 2012 le nom de Parti de la communauté hongroise.

## Membres notables

### Présidents
- 1998-2007 : Béla Bugár (vice-président du Parlement slovaque en 1998-2002, puis président en 2002-2006)
- 2007-2010 : Pál Csáky, considéré comme moins modéré que son prédécesseur[4]
- 2010-2016 : József Berényi
- depuis 2016 : József Menyhárt[5]

### Ministres
Entre 2002 et 2006, le parti comptait quatre ministres et six secrétaires d'État : 
- Pál Csáky, vice-premier ministre, ministre de l'Intégration européenne et des droits des minorités
- László Miklós, ministre de l'environnement
- László Gyurovszky, ministre de la Construction et du Développement régional
- Zsolt Simon, ministre de l'Agriculture

## Idéologie

### Autonomie territoriale
Le SMK estime que le découpage des régions slovaques a été effectué de telle sorte que les Hongrois restent en minorité dans toutes les régions, et demande donc un redécoupage territorial, sans pour autant toucher aux frontières internationales. Toutefois, les accusations de séparatisme sont fréquemment soulevées par des politiciens slovaques, surtout ceux du Parti national slovaque (SNS, extrême droite nationaliste, membre de la coalition gouvernementale de Robert Fico de 2006 à 2010) à l'encontre tant du SMK que de la minorité hongroise en général, cible préférée de ce parti avec les Roms et les homosexuels. 
Ces accusations ont été renouvelées par exemple en février 2007 dans le cadre du soutien du gouvernement slovaque, appuyé par les partis slovaques de la majorité comme de l'opposition, aux positions serbes vis-à-vis du Kosovo, alors que le SMK a soutenu la position des partis albanais du Kosovo et le Plan Ahtisaari. Devant les accusations proférées par le SNS, selon lequel la position du SMK dans ce dossier refléterait ses propres aspirations séparatistes, un député du SMK, József Berényi, a dû préciser que « Nous ne considérons pas la possible indépendance du Kosovo comme un précédent, bien que nous pensons toujours que les droits collectifs (pour les minorités) dans les domaines de la culture et de l'enseignement sont légitimes ». 
Mi-mai 2007, une pétition en faveur de l'autonomie des zones à majorité hongroise a été lancée par une association hongroise de Komárno, dans la région de Nitra, ce qui a permis au dirigeant du SNS d'accuser à nouveau le SMK de préparer un scénario de type kosovar. Au nom du SMK, József Berényi a formellement démenti toute implication de son parti dans le lancement de cette pétition, d'initiative locale, précisant que si le SMK souhaitait organiser des activités liées à l'autonomie, il le ferait au parlement et non au travers de pétitions, et que le SMK ne chercherait pas à obtenir des soutiens à l'étranger pour l'autonomie, préférant « le soutien des partis parlementaires slovaques ».

### Réparations morales et financières pour les décrets Beneš
Les décrets Beneš de 1945 ont déclaré collectivement les Allemands et les Hongrois de Tchécoslovaquie « ennemis de l’État », avec notamment retrait de leur citoyenneté tchécoslovaque (33/1945 Sb. - Décret constitutionnel du président de la république du 2 août 1945) et confiscation des biens immobiliers agricoles (12/1945 Sb. - Décret du président de la république du 21 juin 1945). En Slovaquie, le décret 33 a eu pour effet l'expulsion de 90 000 Hongrois de Tchécoslovaquie vers la Hongrie. Dans le même temps, environ 70 000 Slovaques de Hongrie auraient été déportés dans l'autre sens. 
D'après Dušan Kováč, historien et vice-président de l'Académie des sciences slovaques, interviewé par le Slovak Spectator,  
« La mesure la plus dure contre les Hongrois fut que les autorités les ont déplacés aux frontières tchèques, des zones vides dont les Allemands avaient été expulsés. Après 1948, des citoyens d'ethnicité hongroise ont reçu la citoyenneté, leurs biens ont également été restitués à un certain nombre d'entre eux, mais pas à tous parce qu'entretemps la loi sur l'expropriation des biens était entrée en vigueur, qui s'appliquait à tous les citoyens de Tchécoslovaquie, pas seulement ceux de nationalité ethnique allemande et hongroise. »
Le nouveau vice-président du SMK, Miklós Duray, a déclaré au quotidien slovaque Hospodářské noviny du 10 avril 2007 que : « Les Hongrois ont été dépouillés de tous leurs droits civiques et ont été considérés comme des criminels, juste parce qu'ils étaient hongrois. Des excuses ne suffisent pas, les injustices doivent être rectifiées et réparées. Les biens de ceux qui ont été lésés doivent leur être restitués, et si on ne peut leur rendre ces mêmes biens, ils devraient être compensés financièrement. »
Le président du parti, Pál Csáky, n'a pas désavoué ces déclarations, ne reprenant toutefois pas à son compte la demande de dédommagement financier : « La Slovaquie devrait au moins s'excuser auprès de ces gens qui ont été persécutés uniquement à cause de leur nationalité ethnique, en vertu du principe de culpabilité collective. ». 
Ces déclarations ont provoqué des réactions très hostiles de la part des politiciens slovaques. Ainsi, Anna Belousovová, vice-présidente du Parti national slovaque a déclaré que « Je crois que Duray a déjà écrit un programme d'autonomie. Ouvrir cette question des décrets Beneš ne revient qu'à changer les frontières. Les décrets Beneš sont une affaire résolue et clôturée pour nous, donc il n'y a de toute façon rien à discuter. ». Le vice-premier ministre Dušan Čaplovič de la Direction - Social-démocratie (Smer, social-démocrate), a quant à lui déclaré « Je pense que l'idée de réexaminer les décrets Beneš ne peut être proposée que par quelqu'un dont l'intention est de casser les bonnes relations entre Slovaques et Hongrois et d'ouvrir de vieilles blessures. ».
Le politologue Grigorij Mesežnikov, qui partage l'analyse de Dušan Kováč, estime par contre que la question des compensations n'aboutira pas : « Bien que la correction des injustices historiques est importante pour beaucoup de membres de la communauté ethnique hongroise, qu'elle est bien vivante et légitime sur le plan politique, la nature nationaliste de l'actuelle coalition gouvernementale rend cette question impossible à être abordée ».

## Résultats électoraux

### Élections législatives
- législatives slovaques de 1990 (premières après la révolution de velours, dans le cadre de la Tchécoslovaquie) : 292 636 voix (8,66 %, 14 sièges) pour la liste Együttélés-Mouvement chrétien-démocrate hongrois (ESWMK)[9]
- législatives de 1992 (premières de la Slovaquie indépendante) : 228 885 voix (7,42 %, 14 sièges) pour la liste MKM-EGY (Mouvement chrétien-démocrate hongrois-Együttélés), 70 689 voix (2,29 %, 0 siège) pour la liste MPP-MOS (Magyar Polgári Párt - Maďarská občianska strana)[10]

| Année | %    | Mandats  | Rang | Gouvernement        |
| ----- | ---- | -------- | ---- | ------------------- |
| 1994  | 10,2 | 17 / 150 | 3e   | Opposition          |
| 1998, | 9,1  | 15 / 150 | 4e   | Dzurinda I          |
| 2002, | 11,1 | 20 / 150 | 4e   | Dzurinda II         |
| 2006  | 11,7 | 20 / 150 | 4e   | Opposition          |
| 2010  | 4,3  | 0 / 150  | 7e   | Extra-parlementaire |
| 2012  | 4,3  | 0 / 150  | 8e   | Extra-parlementaire |
| 2016  | 4,2  | 0 / 150  | 10e  | Extra-parlementaire |
| 2020  | 3,90 | 0 / 150  | 9e   | Extra-parlementaire |

### Élections présidentielles
| Année | Candidat     | 1er tour   | 2e tour |
| ----- | ------------ | ---------- | ------- |
| 2014  | Gyula Bárdos | 5,1 % (5e) |         |

### Élections européennes
| Année | %    | Mandats | Rang | Groupe | Élus                             |
| ----- | ---- | ------- | ---- | ------ | -------------------------------- |
| 2004  | 13,2 | 2 / 14  | 5e   | PPE-DE | Edit Bauer et Árpád Duka-Zólyomi |
| 2009  | 11,3 | 2 / 13  | 3e   | PPE    |                                  |
| 2014  | 6,5  | 1 / 13  | 7e   | PPE    |                                  |
| 2019  | 5,0  | 0 / 14  | 7e   | PPE    |                                  |